# Europese kampioenschappen indooratletiek 2023 – 4×400 meter vrouwen
De 4x400 meter estafette voor vrouwen op de Europese kampioenschappen indooratletiek 2023 vond plaats op 5 maart 2023 en werd gehouden op de shorttrackbaan van Ataköy Arena in Istanbul in Turkije. Het was de twaalfde keer dat dit onderdeel op het programma stond.
De wedstrijd werd gewonnen door de Nederlandse ploeg. Lieke Klaver, Eveline Saalberg, Cathelijn Peeters en Femke Bol wonnen de titel in 3.25,66 dat een nieuw Kampioenschapsrecord en een nationaalrecord betekende. Na de vorige editie prolongeerde de Nederlandse ploeg de titel. De Italiaanse ploeg met; Alice Mangione, Ayomide Folorunso, Anna Polinari en Eleonora Marchiando wonnen de zilveren plak in een nieuw nationaal record 3.28,61. Het brons ging naar de Poolse ploeg; Anna Kiełbasińska, Marika Popowicz-Drapała, Alicja Wrona-Kutrzepa en Anna Pałys in 3.29,31.  De Turkse ploeg mocht deelnemen omdat het land gastland was van het toernooi, maar Turkije nam niet deel aan deze estafette.

## Records
Voorafgaand aan het toernooi waren dit het Wereldrecord, Europees record, Kampioenschapsrecord en de Wereld-, Europese leiding.
| Wereldrecord         | Rusland             | 3.23,37 | Glasgow      | 28 januari 2006 |
| Europees record      | Rusland             | 3.23,37 | Glasgow      | 28 januari 2006 |
| Kampioenschapsrecord | Nederland           | 3.27,15 | Toruń        | 7 maart 2021    |
| WL                   | Arkansas Razorbacks | 3.26,40 | Fayetteville | 28 januari 2023 |
| EL                   | Hongarije           | 3.37,11 | Nyíregyháza  | 28 januari 2023 |

## Resultaten

### Finale

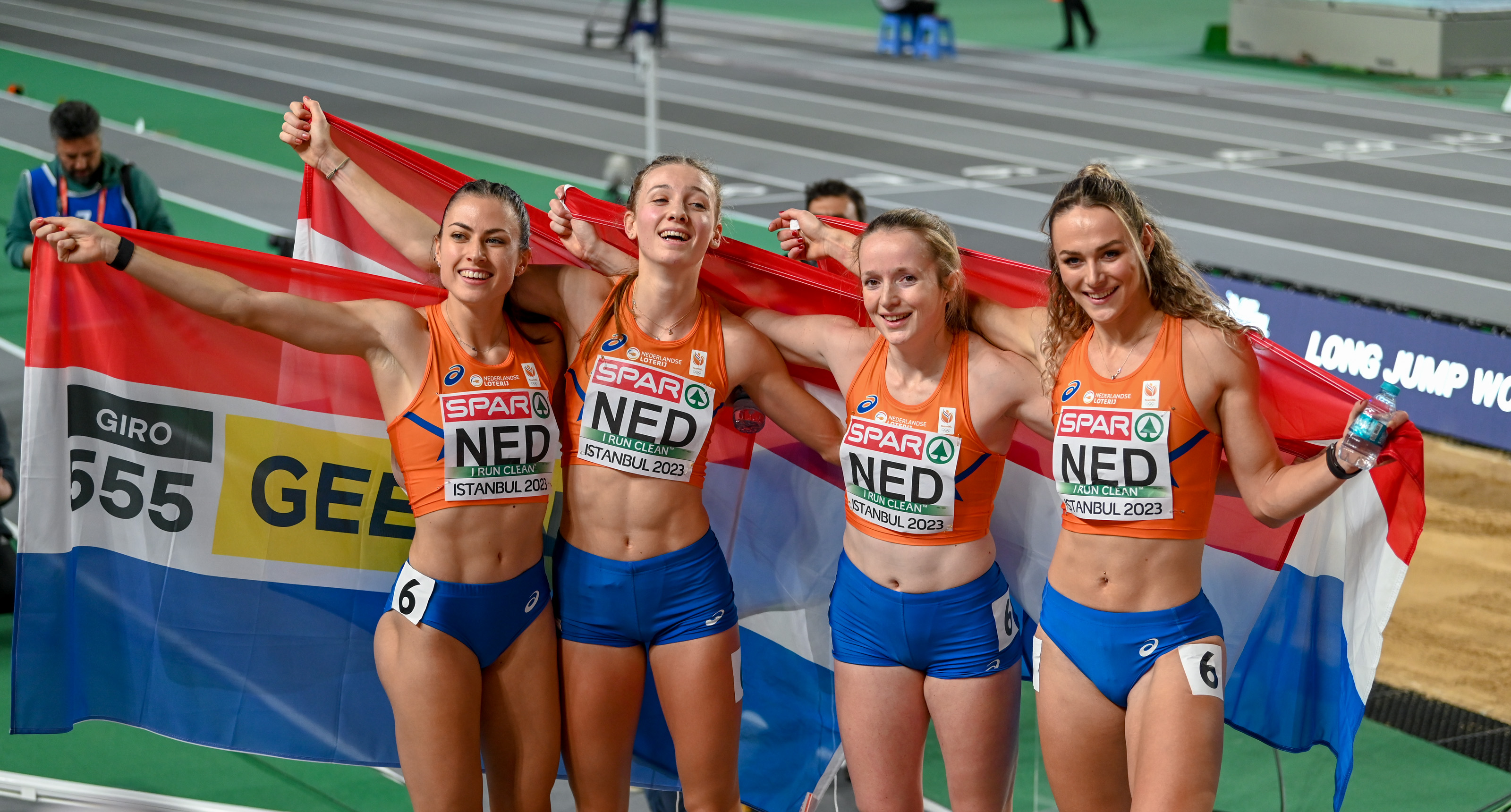
De winnende Nederlandse ploeg.

| Rang   | Land                | Atleten                                                                       | Tijd    | Bijz.  |
| ------ | ------------------- | ----------------------------------------------------------------------------- | ------- | ------ |
| Goud   | Nederland           | Lieke Klaver, Eveline Saalberg, Cathelijn Peeters, Femke Bol                  | 3.25,66 | CR, NR |
| Zilver | Italië              | Alice Mangione, Ayomide Folorunso, Anna Polinari, Eleonora Marchiando         | 3.28,61 | NR     |
| Brons  | Polen               | Anna Kiełbasińska, Marika Popowicz-Drapała, Alicja Wrona-Kutrzepa, Anna Pałys | 3.29,31 | SB     |
| 4      | Tsjechië            | Tereza Petržilková, Marcela Píriková, Nikola Bendová, Lada Vondrová           | 3.31,26 | SB     |
| 5      | Ierland             | Sophie Becker, Sharlene Mawdsley, Cliodhna Manning, Phil Healy                | 3.32,61 | SB     |
| 6      | Verenigd Koninkrijk | Hanna Kelly, Catys McAulay, Nicole Kendall, Mary Abichi                       | 3.32,65 | SB     |